# Rhododendron petrocharis
Rhododendron petrocharis är en ljungväxtart som beskrevs av Friedrich Ludwig Diels. Rhododendron petrocharis ingår i släktet rododendron, och familjen ljungväxter. Inga underarter finns listade i Catalogue of Life.